# Fort Montgomery (Hudson River)

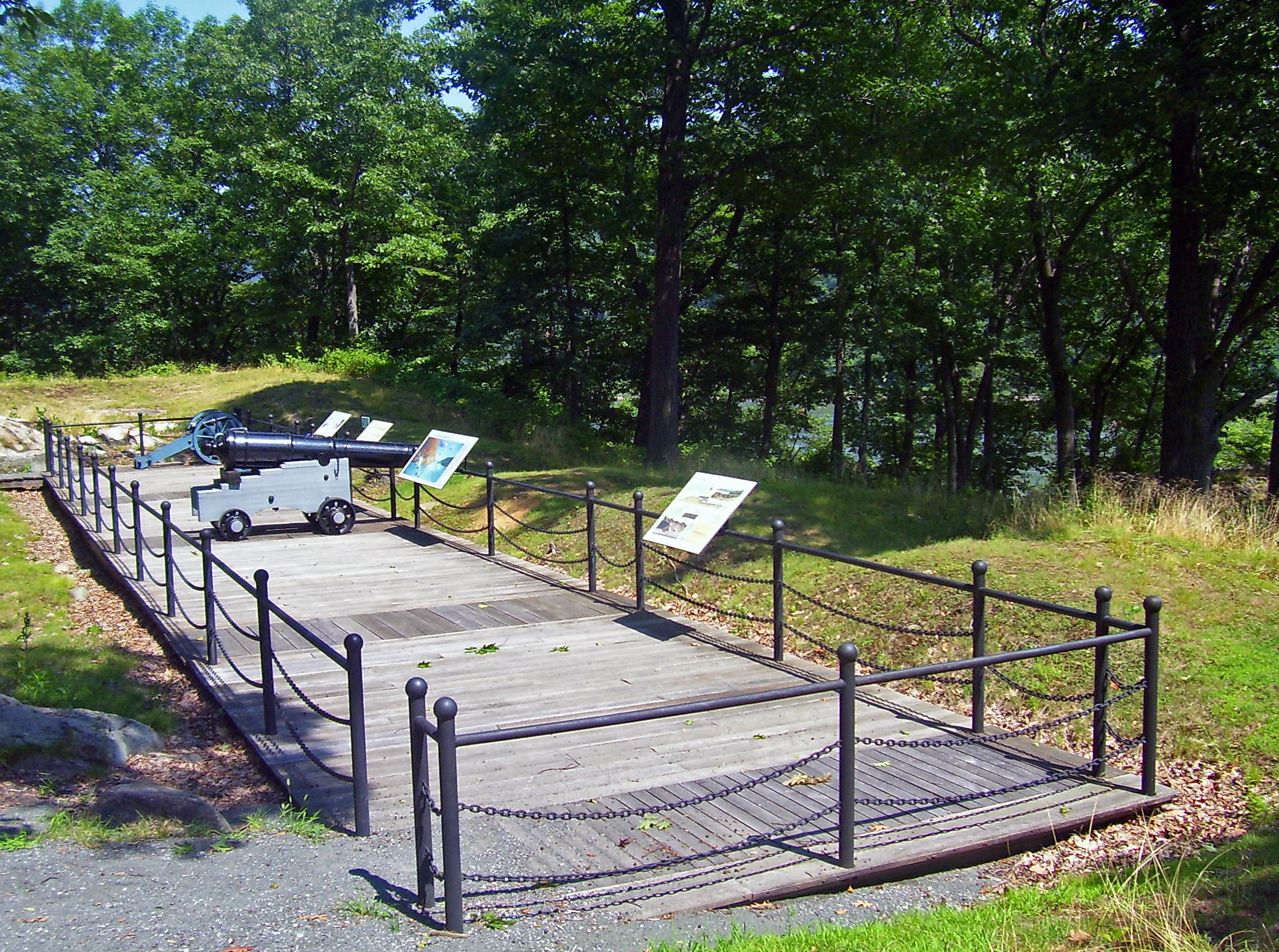
Kanonen an der Stelle des ehemaligen Forts (2008)

Fort Montgomery ist der Name eines Forts, das während des Amerikanischen Unabhängigkeitskrieges am Hudson River gebaut wurde. Bei dem Bau handelte es sich um das erste größere strategische Bauprojekt der Amerikaner. Es wurde am 28. November 1972 zu einer National Historic Landmark erklärt.

## Fort Montgomery und der Amerikanische Unabhängigkeitskrieg
Fort Montgomery lag an der Mündung des Popolopen Creeks in den Hudson River bei Bear Mountain im Orange County. Die Befestigungsanlage bestand aus einer auf den Fluss ausgerichteten Kanonenbatterie mit sechs 32-Pfund-Geschützen, einem Sperrbalken und Ketten, die über den Fluss gespannt, und zur Landseite hin aus Redouten, die durch ein Bollwerk verbunden waren. Die Anlage lag auf einem Kliff rund 30 m über dem Fluss. Das Fort wurde von General George Clinton befehligt, der kurz zuvor zum Gouverneur des Staates ernannt worden war. Fort Montgomery und das auf dem gegenüberliegenden Südufer des Popolopen Creeks befindliche Fort Clinton waren mit zusammen rund 700 Soldaten bemannt. Sie setzen sich aus dem 5. New York Regiment, Lamb’s Artillery, der Orange County Militia und der Ulster County Militia zusammen.
Die strategische Bedeutung der Kontrolle der Schifffahrt auf dem Hudson River war nach dem offenen Ausbruch der Feindseligkeiten sowohl den Amerikanern als auch den Briten klar. Der Fluss war der Haupttransportweg für Nachschub und Truppen in einem weiten Bereich des Nordostens. Die Lage des Forts wurde bereits im 17. Jahrhundert als vorteilhaft für die Kontrolle der Schifffahrt auf dem Fluss erkannt. Nur einen Monat nach den ersten offenen Gefechten bei Lexington deutete der Kontinentalkongress seine Absicht an, auf dem Hochufer des Hudson Rivers Festungsanlagen zu bauen, sowohl zum Schutz als auch zur Kontrolle über den Fluss. Am 25. Mai 1775 beschloss der Kontinentalkongress den Bau solcher Forts, mit denen „ein Posten auf den Hochgestaden beider Seiten des Hudson’s River ergriffen und Batterien in solcher Weise aufgestellt werden, dass sie am effektivsten jegliche Schiffe am Vorbeifahren zu hindern, die ausgesendet werden, um die Bewohner an den Ufern des besagten Flusses zu drangsalieren.“
James Clinton und Christopher Tappan, die beide zeit ihres Lebens in dem Gebiet wohnten, wurden damit beauftragt, geeignete Standorte für die geplanten Forts zu erkunden. Die ursprünglich gewählte Stelle war etwas weiter nördlich bei West Point, wo der Bau einer Befestigungsanlage unter dem Namen Fort Constitution begann. Schwierigkeiten beim Bau und die Behandlung des ursprünglichen Konstruktionsplans führten in Anbetracht der steigenden Kosten zur Aufgabe des Projektes. Schließlich wurde der Standort am Popolopen Creek gegenüber von Anthony’s Nose vorgeschlagen. Baumaterial und Ressourcen wurden von Fort Constitution an den neuen Bauplatz verlegt, an dem im März 1776 der Bau begann.
Die strategische Bedeutung des gegenüberliegenden Ufers wurde schnell erkannt, da es sich dabei um ein Hochgestade handelte, von dem aus der ungehinderte Blick auf Fort Montgomery möglich war, so dass dort der Bau einer kleineren Festung unter dem Namen Fort Clinton beschlossen wurde. Die Lage dieser beiden Forts und der stationierten Kanonen ermöglichten die Kontrolle dieses Abschnitts des Hudson Rivers. Zusätzlich zu den Festungsanlagen wurde eine Sperre errichtet, die den Schiffsverkehr auf dem Fluss verhinderte.

## Schlacht um Fort Montgomery
Am 6. Oktober 1777 griff eine vereinte Streitmacht aus Loyalisten, hessischen Soldaten und regulären britischen Truppen mit einer Stärke von 2.100 Mann, die unter dem Befehl von Generalleutnant Henry Clinton standen, die Forts Montgomery und Clinton von der Landseite aus an. Diese waren zu dieser Zeit noch nicht fertiggestellt. Ihr Angriff wurde durch Kanonenfeuer britischer Schiffe auf dem Hudson River unterstützt. Die Landtruppen bestanden aus New Yorker Freiwilligen, dem Loyal American Regiment, Emmerichs Soldaten, dem 57. und dem 52. Regiment of Foot. Am Ende des Tages waren beide Forts in die Hände der Briten gefallen. Diese brannten die Gebäude nieder und rissen die steinernen Gebäude ein.
Die Schlacht stellte für die Briten jedoch einen Pyrrhussieg dar, da der Zug gegen die beiden Forts Verzögerungen bei ihrem Feldzug bedeutete und so den Amerikanern die Oberhand bei der Schlacht von Bemis Heights in Saratoga gab. Die Verstärkung, auf die der britische General John Burgoyne wartete, wurde aufgehalten, und Burgoyne musste bei der Schlacht von Saratoga zehn Tage später kapitulieren, weil sich die Verstärkungstruppen noch zu weit im Süden befanden.

## Historische Stätte

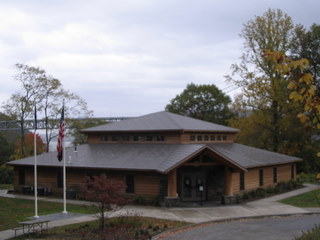
Besucherzentrum, 2008

Die Stätte des Forts wurde am 28. November 1972 zu einer National Historic Landmark erklärt und in das National Register of Historic Places eingetragen. Ein System von Wegen und Erklärungstafeln führt Besucher durch die Ruinen des Forts.
Das Besucherzentrum wurde von Salvatore Cuciti entworfen und im Oktober 2006 eröffnet. Das Holzständerbauwerk vermittelt den Besuchern den Blick des Schützen auf den Fluss und beinhaltet zahlreiche Fundstücke von der Anlage. Figuren und ein Modell des Forts verdeutlichen die frühere Nutzung. Das Besucherzentrum wird vom Bundesstaat betrieben.